# Кубок Союза армян Украины 2012
Кубок Союза армян Украины 2012 — первый международный турнир по вольной борьбе на кубок Союза армян Украины, проходивший в Киеве с 29 по 30 сентября 2012 года.

## История
Первый международный турнир по вольной борьбе на «Кубок Союза армян Украины» был проведен в 2012 году, в столице Украины, в городе Киеве. Мероприятие проходило с 29 по 30 сентября во Дворце Спорта. Перед самым началом турнира, а церемонии открытия, политик и президент Ассоциации спортивной борьбы Украины Эльбрус Тедеев высказав слова благодарности организаторам, выразил надежду, что партнерские отношения Ассоциации спортивной борьбы Украины и союза армян Украины будут долгосрочными и плодотворными. На торжественном открытии турнира присутствовало множество высокопоставленных гостей, среди которых посол республики Армения на Украине Андраник Манукян, режиссёр Роман Балаян, депутат Виктор Янукович и многие другие
В первом турнире принимали участие более сотни борцов из двенадцати стран мира. Соревнования проходили в семи весовых категориях: 55, 60, 66, 74, 84, 96 и 120 кг. Украинские борцы завоевали четыре золотых медали из семи, две золотых медали выиграли борцы из России, и одну спортсмен из Грузии. В общекомандном зачете, обладателем «Кубка Союза армян Украины» стала сборная Украины по вольной борьбе.
Председатель Союза армян Украины Вилен Шатворян, отмечал успех первого турнира

## Участники
| - Азербайджан - Армения - Беларусь - Грузия | - Израиль - Молдова - Россия — 4 команды - Словакия | - Узбекистан - Украина - Франция |

## Распределение наград
| Место | Страна   | Золото | Серебро | Бронза | Всего |
| ----- | -------- | ------ | ------- | ------ | ----- |
| 1     | Украина  | 4      | 2       | 3      | 9     |
| 2     | Россия   | 2      | 3       | 7      | 12    |
| 3     | Грузия   | 1      | 1       | 1      | 3     |
| 4     | Армения  | 0      | 0       | 2      | 2     |
| 5     | Словакия | 0      | 0       | 1      | 1     |

## Медалисты
| Категории | Золото                | Серебро               | Бронза           |
| --------- | --------------------- | --------------------- | ---------------- |
| до 55 кг  | Юрий Леденев          | Сергей Ратушный       | Мигран Джабурян  |
| до 55 кг  | Юрий Леденев          | Сергей Ратушный       | Ислам Мажитов    |
| до 60 кг  | Василий Федоришин     | Владимир Хинчегашвили | Евгений Хавилов  |
| до 60 кг  | Василий Федоришин     | Владимир Хинчегашвили | Муршид Муталимов |
| до 66 кг  | Андрей Квятковский    | Сослан Рамонов        | Гаджи Абдуллаев  |
| до 66 кг  | Андрей Квятковский    | Сослан Рамонов        | Арсен Едигаров   |
| до 74 кг  | Каха Хубежты          | Муслим Дадаев         | Давид Хуцишвили  |
| до 74 кг  | Каха Хубежты          | Муслим Дадаев         | Якуб Шихджамалов |
| до 84 кг  | Дато Марсагишвили     | Магомед Зубаиров      | Георгий Рубаев   |
| до 84 кг  | Дато Марсагишвили     | Магомед Зубаиров      | Владислав Валиев |
| до 96 кг  | Альберт Саритов       | Элизбар Одикадзе      | Эдгар Енокян     |
| до 96 кг  | Альберт Саритов       | Элизбар Одикадзе      | Павел Олейник    |
| до 120 кг | Александр Хоцяновский | Ален Засеев           | Сослан Гаглоев   |
| до 120 кг | Александр Хоцяновский | Ален Засеев           | Тимур Дзампаев   |